# Juan García Marín "Juanito"
Juan García Marín (n. Anna, provincia de Valencia; 6 de julio de 1965 y fallecido el 11 de agosto de 2008) fue un destacado trompetista español.

## Trayectoria
Comenzó sus estudios musicales en la sociedad de esta localidad con el maestro Vicente Marín. Estudió en los conservatorios de Játiva con F.Baixauli y Valencia con Vicente Campos y Leopoldo Vidal. 
Obtuvo la máxima calificación y premio extraordinario de final de carrera, así como el premio de Euterpe otorgado por la Generalidad Valenciana. También asistió a cursos de perfeccionamiento con Maurice André Manuel López, Pierre Thibeau, José Ortí, Marc Gould y Tomas Stevenson, entre otros. 
Trabajó en diferentes estilos de música. En el mundo de la música clásica, trabajó con la Orquesta Sinfónica de Extremadura, Banda Municipal de Alicante, Grupo Nou Mil·leni, Orquesta “Joan Bautista Cabanilles”, Orquesta Sinfónica del Mediterráneo y Orquesta de cámara “Joaquín Rodrigo” en su gira por Japón como trompeta solista. 
En el campo de la música ligera trabajó con grandes solistas del territorio nacional. 
Grabó para numerosos programas de televisión en diferentes cadenas nacionales como, TVE, Canal 9, Antena 3 y Tele 5.
En lo concerniente al mundo del jazz colaboraba con dos de las mejores Big-bands de este país: Seda-Jazz y Ramón Cardo Big-band.
Era profesor de trompeta en diversas escuelas de música privadas y era miembro del grupo de música Nou Mil·leni y Orquesta Sinfónica del Mediterráneo.
Falleció en accidente de tráfico el 11 de agosto de 2008
- Datos: Q12176971